# Knut Richter (Musiker)
Knut Richter (* 1960 in Hannover) ist ein deutscher Jazz-Gitarrist und Sänger.

## Werdegang
Knut Richter wuchs in einer musikalischen Familie auf, in der auch Hausmusik gepflegt wurde und in der sich täglich die Schallplatten von Paul Kuhn, Milt Buckner, Bert Kämpfert, Hugo Strasser und Django Reinhardt drehten. Nach erfolglosem Klavierunterricht entdeckte er für sich die Gitarre und später das Banjo. Der Stil des Autodidakten wurde hauptsächlich durch das Spielen mit namhaften Sintimusikern geprägt. Er musizierte in verschiedenen Formationen und auch mit Musikern wie Bill Ramsey, Joy Fleming, Martin Weiss, Häns’che Weiss, Buddy Wachter oder Billy Mo (Jazzt kommt der Weihnachtsmann, 1995). Heute hat er seine eigenen Projekte und leitet mehrere Bands, wie z. B. Take Jazz, Street Paraders, Knut Richter Swingtett, Knut Richter Trio und die Jazzband Hannover. Sein Wirkungskreis bezieht sich auf ganz Deutschland, Österreich und der Schweiz bis nach Singapur. 

## Diskografie
- 1995: Street Paraders / When You`re Smiling
- 1996: Foxtrottels / Fliege mit mir…
- 1996: Dizzy Fingers
- 1999: Take Jazz / Have A God Time
- 2004: Street Paraders / Bei Mir Biste Scheen
- 2005: Music for Mike
- 2007: Knut Richter / Swingtett-Schönes Wetter heute
- 2010: Knut Richter / Swingtett-american swing
- 2014: Knut Richter Trio / Let`s Swing